# Cyathodonta
Cyathodonta is een geslacht van tweekleppigen uit de  familie van de Thraciidae.

## Soorten
- Cyathodonta cruziana Dall, 1915
- Cyathodonta dubiosa Dall, 1915
- Cyathodonta granulosa (Adams & Reeve, 1850)
- Cyathodonta pedroana Dall, 1915
- Cyathodonta plicata (Deshayes, 1832)
- Cyathodonta rugosa (Lamarck, 1818)
- Cyathodonta tumbeziana Olsson, 1961
- Cyathodonta undulata Conrad, 1849